# Mats Moraing
Mats Moraing (* 20. Juni 1992 in Mülheim an der Ruhr) ist ein deutscher Tennisspieler.

## Karriere
Mats Moraing konnte bereits als Jugendlicher erste lokale nationale Erfolge feiern, indem er unter anderem zwei Mal Verbandsmeister wurde. Mit 16 Jahren musste der 1,98 m große Moraing ein komplettes Jahr aufgrund von Wachstumsfugen im Knie mit dem Tennis pausieren.
Moraing spielt auf der Profitour hauptsächlich Turniere auf der drittklassigen ITF Future Tour sowie der zweitklassigen ATP Challenger Tour. Obwohl er bereits 2009 seinen ersten Auftritt auf der Future Tour hatte, schaffte er erst 2014 seinen ersten Finaleinzug. Im selben Jahr konnte er schließlich seinen ersten Erfolg feiern und hat bis Januar 2018 insgesamt zehn Einzel- und zwei Doppeltitel gewonnen. Auf der Challenger Tour schaffte er 2015 in Heilbronn das erste Mal den Sprung in das Einzelhauptfeld. Seinen ersten Sieg konnte er allerdings erst 2017 feiern, indem er in Canberra gegen Andrés Molteni gewinnen konnte. Das Jahr 2018 fing für Moraing äußerst erfolgreich an. Erstmals schaffte er den Sprung in ein Challenger-Finale in Bangkok, musste sich dort aber Marcel Granollers in drei Sätzen geschlagen geben. Beim zweiten Turnier in Bangkok eine Woche später stand er erneut im Halbfinale. Wieder eine Woche später beim Challenger in Koblenz konnte er sich nochmal steigern. Er erhielt nach den Erfolgen der Vorwoche für das Hauptfeld eine Wildcard und spielte sich mit nur einem Satzverlust bis ins Finale vor. Dort ließ er dem gesetzten Franzosen Kenny de Schepper keine Chance und gewann klar mit 6:2, 6:1.
In der Bundesliga spielte Moraing bis 2018 für den Rochusclub in Düsseldorf. Seit der Saison 2019 tritt er für den TC Bredeney Essen in der 2. Tennis-Bundesliga an. Mit der Mannschaft stieg er 2022 in die 1. Tennis-Bundesliga auf, wo er 2023 den Meistertitel holte.
Bei den Noventi Open 2019 in Halle gab Moraing als Qualifikant sein Debüt auf der ATP Tour. Dabei unterlag er dem Italiener Andreas Seppi in zwei Sätzen.
Moraing trainiert am Tennis Center Moraing, das von seinem Vater Heiner Moraing und seinem Onkel Peter Moraing geleitet wird, die beide ehemalige Profispieler sind und unter anderem in Wimbledon und bei den Australian Open spielten.

## Erfolge
| Legende (Anzahl der Siege) |
| Grand Slam                 |
| ATP Finals                 |
| ATP Masters 1000           |
| ATP Tour 500               |
| ATP Tour 250               |
| ATP Challenger Tour (6)    |

### Einzel

#### Turniersiege
| Nr. | Datum              | Turnier    | Belag         | Finalgegner       | Ergebnis      |
| --- | ------------------ | ---------- | ------------- | ----------------- | ------------- |
| 1.  | 21. Januar 2018    | Koblenz    | Hartplatz (i) | Kenny de Schepper | 6:2, 6:1      |
| 2.  | 21. Juli 2019      | Amersfoort | Sand          | Kimmer Coppejans  | 6:2, 3:6, 6:3 |
| 3.  | 19. Juni 2021      | Forlì      | Sand          | Quentin Halys     | 3:6, 6:1, 7:5 |
| 4.  | 11. September 2021 | Tulln      | Sand          | Hugo Gaston       | 6:2, 6:1      |
| 5.  | 6. März 2022       | Turin      | Hartplatz (i) | Quentin Halys     | 7:611, 6:3    |

### Doppel

#### Turniersiege
| Nr. | Datum         | Turnier | Belag | Partner    | Finalgegner                     | Ergebnis |
| --- | ------------- | ------- | ----- | ---------- | ------------------------------- | -------- |
| 1.  | 3. April 2021 | Oeiras  | Sand  | Oscar Otte | Riccardo Bonadio Denis Jewsejew | 6:1, 6:4 |